# Научный скептицизм
Нау́чный скептици́зм (англ. scientific skepticism, rational skepticism, иногда skeptical inquiry) — философская позиция, согласно которой все утверждения, не имеющие эмпирических доказательств, должны быть подвергнуты сомнению, а также стоящее на этой позиции общественное движение, ставящее своей целью критическое изучение пара- и псевдонаучных учений.
Научный скептицизм — практика подвергать сомнению достоверность концепций, у которых отсутствуют экспериментальные доказательства и воспроизводимость результатов — является частью методологической научной нормы, призванной обеспечивать прирост проверенного знания. Научные скептики используют критическое мышление и дедуктивную логику для оценки заявлений, у которых отсутствует экспериментальное подтверждение. На практике термин «научный скептицизм» чаще применяется к проверке фактов, явлений и теорий, находящихся вне основных течений науки, чем к изучению общепринятых научных проблем. Чаще всего такой позиции придерживаются учёные в отношении новых псевдонаучных утверждений или теорий.
Научный скептицизм отличается от философского скептицизма — направления в философии, в рамках которого выражается сомнение в возможности достоверного знания, в существовании какого-либо надёжного критерия истины. Термин «научный скептицизм» впервые был употреблён в работах Карла Сагана («Контакт», 1985 и «Миллиарды и миллиарды», 1998). Пол Куртц в своих трудах использовал аналогичный термин — «но́вый скептици́зм».
Научный скептицизм как общественное движение оформился в 1970-х годах в США на волне растущего интереса к паранормальным явлениям, уфологии, астрологии и т. п. проблемам. Научный скептицизм был тесно связан с гуманистическим движением. В 1980-е годы общества научных скептиков появляются и в других странах.

## Научные скептики
Как всякий учёный, научный скептик пытается оценить гипотезу, основываясь на проверяемости и фальсифицируемости, а не принимает гипотезу на веру. Научные скептики часто направляют свою критику в адрес сомнительных или явно противоречащих общепринятой науке гипотез, теорий и учений. Популярными объектами критики научных скептиков являются НЛО, астрология, гомеопатия, парапсихология и прочие современные мифы и лженауки.
Многие научные скептики являются атеистами или агностиками, однако некоторые (например, Мартин Гарднер) верят в бога.
Наиболее известны такие научные скептики, как Айзек Азимов, Джеймс Рэнди, Мартин Гарднер, Карл Саган, Ричард Докинз, Лоуренс Краусс, Стивен Вайнберг и многие другие.

## Средства распространения научного скептицизма
Научными скептиками издаётся ряд книг и журналов. В их числе:
- Skeptic (США)[англ.]
- The Skeptic (Великобритания)[англ.]
- Skeptical Inquirer
- Скепсис (Россия)
- В защиту науки

Телепередача «Разрушители легенд» рассматривается скептиками как «открывшая новый фронт в борьбе за научную грамотность».

## Методы научного скептицизма
- Слепой метод — процедура проведения исследования реакции людей на какое-либо воздействие, заключающаяся в том, что испытуемые не посвящаются в важные детали проводимого исследования. Метод применяется для исключения субъективных факторов, которые могут повлиять на результат эксперимента.
- Критерий Поппера
- Бритва Оккама

## Научно-скептические организации
- Фонд Джеймса Рэнди — частный образовательный фонд, созданный Джеймсом Рэнди. Зарегистрирован в США. Занимается исследованиями и научной проверкой фактов, представляемых различными лицами и организациями в качестве аномальных явлений.
- Комиссия по борьбе с лженаукой и фальсификацией научных исследований — научно-координационная организация[8] при Президиуме Российской академии наук.
- Общество скептиков — некоммерческая общественная организация в США.
- Список скептиков и скептических организаций[англ.]

## Критика
Используемый многочисленными научными организациями, в том числе скептическими, термин «псевдонаука» зачастую характеризуется как носящий уничижительный характер. Некоторые теоретики и философы науки ставят применимость этого термина под сомнение. Философ науки, критик позитивизма и научной монополии на знание Ларри Лаудан, а также социолог и критик GWUP Эдгар Вундер рассматривают этот термин как «пустой лозунг», носящий спекулятивный и эмоциональный характер без должного аналитического содержания.
Ряд авторов, среди которых и исследователи паранормальных явлений, и те, кого в научных кругах относят к сторонникам псевдонауки, подвергают критике ту часть сообщества скептиков, которая вместо нейтрального придерживается априори негативного отношения к новым вненаучным и неподтверждённым идеям и концепциям. Так, химик Эд Стормс, энтузиаст холодного ядерного синтеза, в ответ на заявления физиков, что эксперименты по холодному синтезу воспроизвести не удаётся, и что деятельность сторонников этой концепции носит описанные Ирвингом Ленгмюром признаки патологической науки, называл эту критику «патологическим скептицизмом».
Религиозный деятель Дэвид Лейтер критикует научный скептицизм за приверженность сциентизму и, ссылаясь на Стормса и Труцци, утверждает, что наука является философией неверия, что причиной научного скептицизма является разочарование в религии.
Внутри немецкой скептической организации GWUP в 1999 году произошла дискуссия, закончившаяся уходом одного из её основателей и редактора Эдгара Вундера. После выхода Вундер опубликовал ряд документов с критикой скептицизма, в которых использовал термин «скептический синдром».